# Ukna socken
Ukna socken i Småland ingick i Norra Tjusts härad, ingår sedan 1971 i Västerviks kommun i Kalmar län och motsvarar från 2016 Ukna distrikt.
Socknens areal är 155,01 kvadratkilometer, varav 136 land. År 2000 fanns här 639 invånare. Kyrkbyn Ukna med sockenkyrkan Ukna kyrka ligger i socknen. 

## Administrativ historik
Ukna socken har medeltida ursprung. 
Vid kommunreformen 1862 övergick socknens ansvar för de kyrkliga frågorna till Ukna församling och för de borgerliga frågorna till Ukna landskommun. 1931 utbröts en del av församlingen och landskommunen till Överums församling och landskommun (hemmanen Överström nr 1-2, Hyllela nr 1-4 samt lägenheten Ukna järnvägstomt 6 och Obbentorp 1). Landskommunen inkorporerades 1952 i Uknadalens landskommun varifrån denna del 1971 uppgick i Västerviks kommun.
1 januari 2016 inrättades distriktet Ukna, med samma omfattning som församlingen hade 1999/2000.  
Socknen har tillhört samma fögderier och domsagor som Norra Tjusts härad. De indelta soldaterna tillhörde Kalmar regemente, Sevedes kompani och Andra livgrenadjärregementet, Tjusts kompani. De sex indelta båtsmännen tillhörde Tjusts båtsmanskompani.

## Geografi och natur

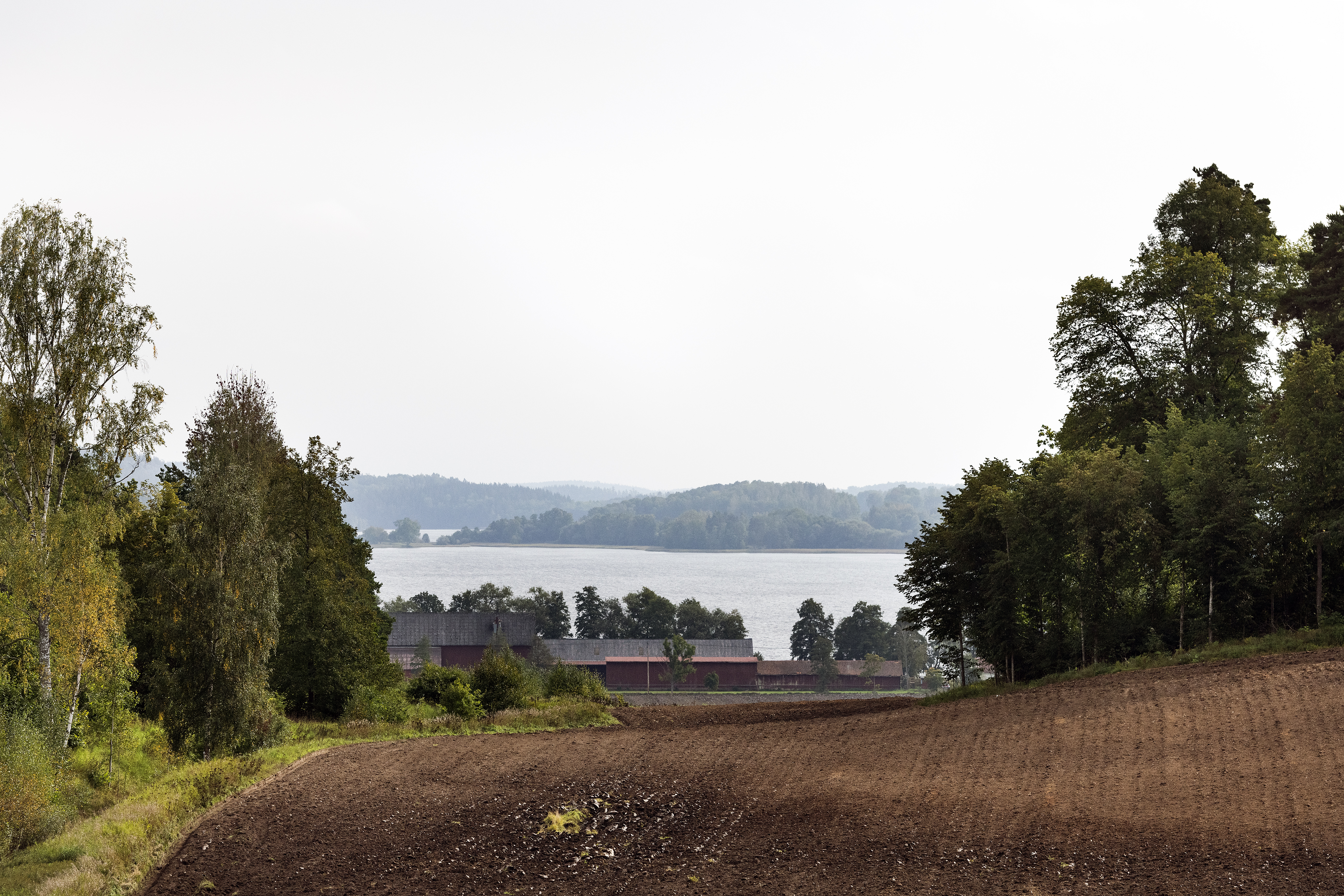
Utsikt över Uknadalen från Ukna kyrka. Mot SÖ.

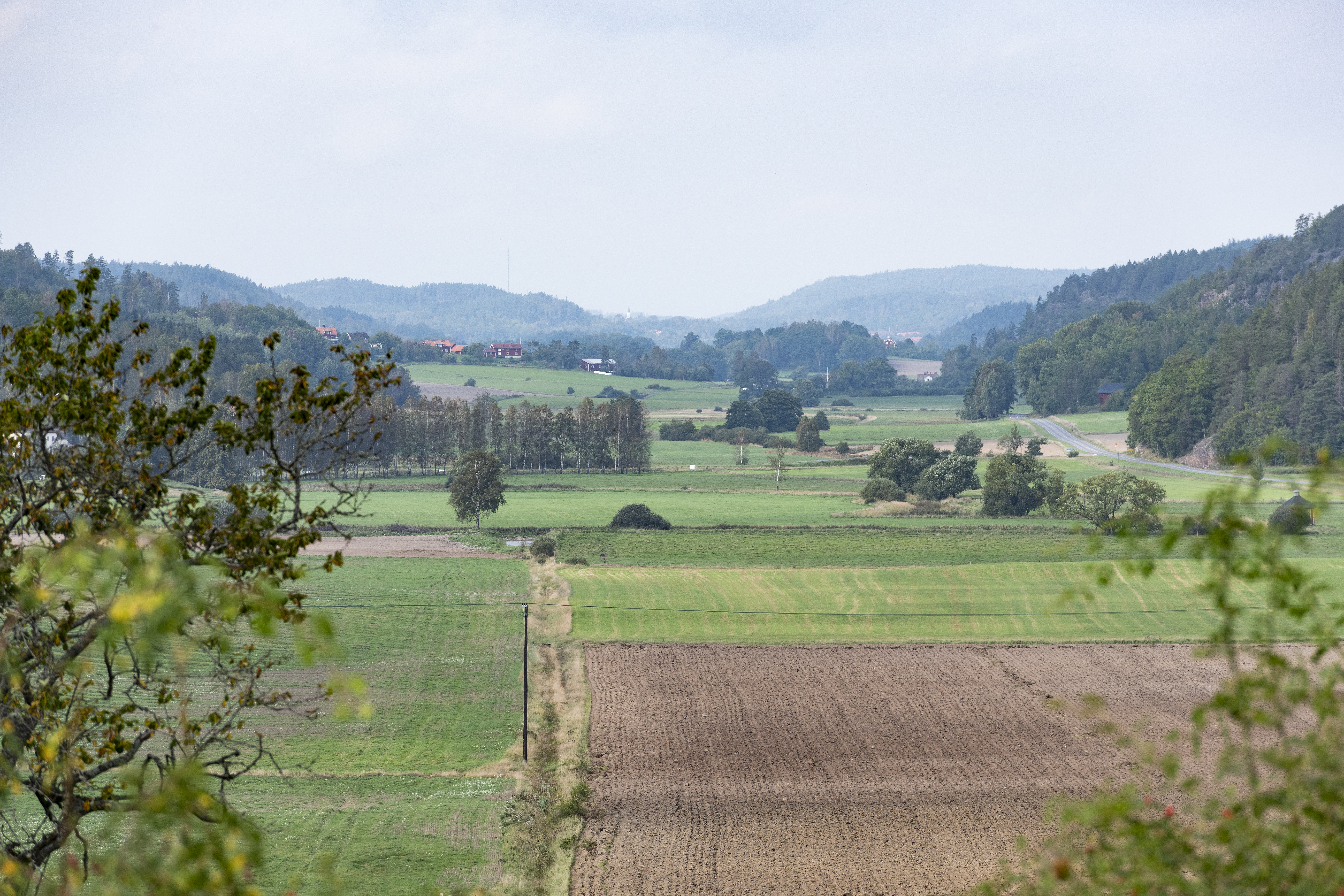
Utsikt över Uknadalen från Ukna kyrka. Mot NV.

Ukna socken ligger vid Östergötlandsgränsen sydväst om Valdemarsvik kring Storån.  Socknen kännetecknas av Uknadalens sprickdalsstråk som utmynnar i Storsjön och fortsätter mot havsviken Syrsan i Västra Eds socken. Socknen är en småkuperad sjörik skogsbygd med odlingsbygd i dalarna. Storsjön delas med Västra Eds socken i Västerviks kommun. Andra betydande insjöar är Vindommen som delas med Hannäs socken i Åtvidabergs kommun och Tryserums socken i Valdemarsviks kommun, Malmingen som också delas med Västra Eds socken samt Fullbosjön och Lermon.
Det finns två naturreservat i socknen: Ekhultebergen som delas med Gärdserums socken i Åtvidabergs kommun ingår i EU-nätverket Natura 2000 medan Stjälkhammar är ett kommunalt naturreservat.
Sätesgårdar var Stensnäs herrgård och Melby herrgård.
Stenebo gruvor ligger i socknen.

## Fornlämningar
Kända från socknen är flera gravrösen från bronsåldern samt nio gravfält, en skeppssättning och två fornborgar från järnåldern. Två runristningar är antecknade (en nu borta).

## Befolkningsutveckling
Befolkningen ökade från 1 812 1810 till 2 967 1880 varefter den minskade stadigt till 695 1990.

## Namnet
Namnet (1365 Vknom) kommer från kyrkbyn. Namnet baseras på ordet ukn, ok och syftar på höjdrygg där den gamla kyrkan låg. Enligt beslut den 17 april 1942 fastställdes stavningen Ukna. Tidigare hade stavningen Uckna också förekommit, bland annat i jordeboken.